# گاجین خان
گاجین خان (به صربی: Gadžin Han) یک شهرستان در صربستان است که در ناحیه نیشاوا واقع شده‌است. گاجین خان ۲۶۶ متر بالاتر از سطح دریا واقع شده‌است.